# Antiquarium regionale del Teatro romano
L'Antiquarium regionale del Teatro romano è sito nel parco archeologico greco-romano di Catania.

## Dislocazione
Nato su progetto dell'architetto Giuseppe Pagnano tra il 1999 e il 2001 si sviluppa in due diverse strutture: a sud-est, ricavato negli ambienti d'ingresso su via Vittorio Emanuele II, nell'ex Casa Pandolfo, e a nord-est, nei locali dell'ex Casa Liberti, su via Teatro Greco.

## Casa Pandolfo

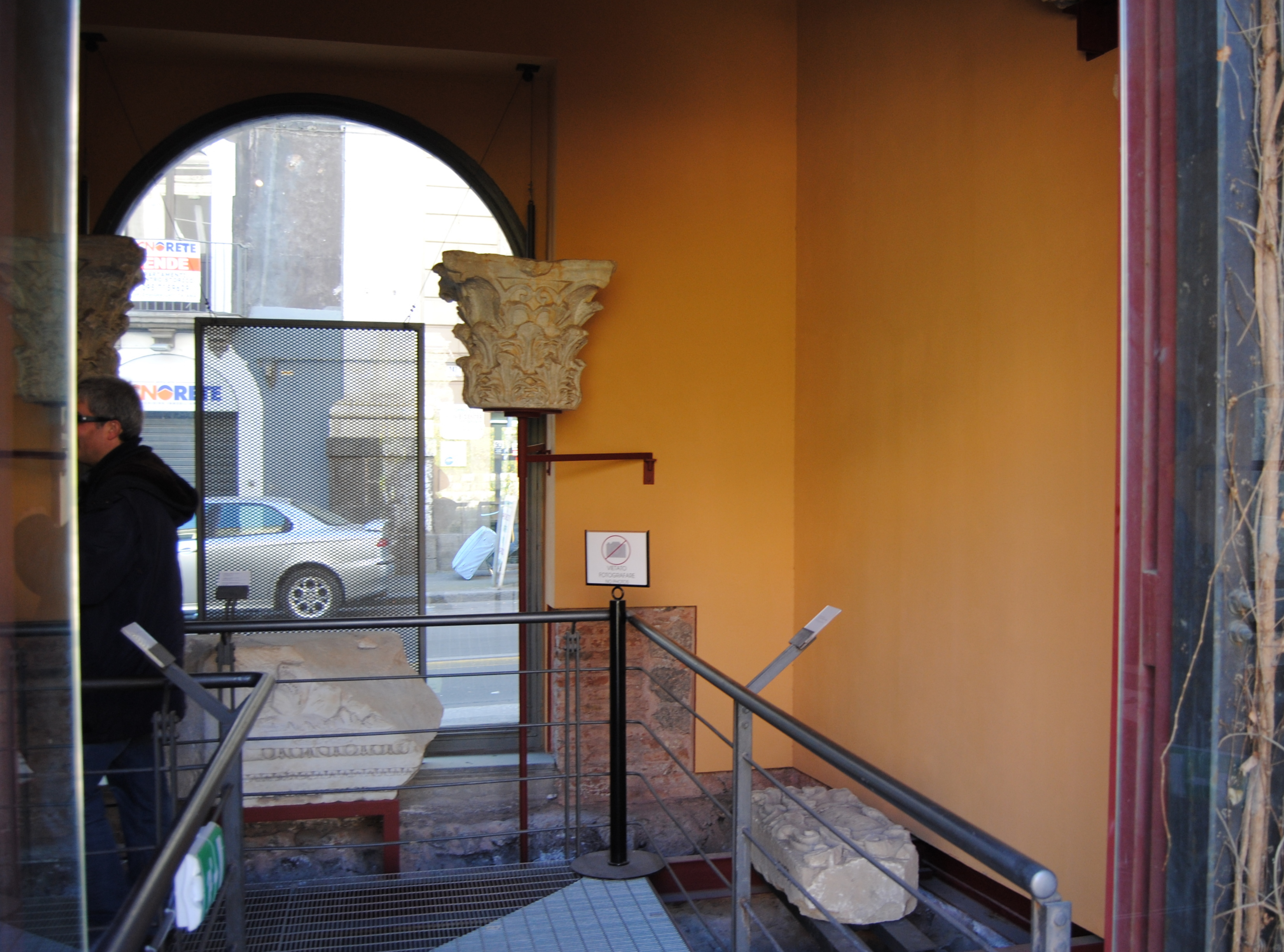
L'ingresso all'antiquarium, visto dall'interno del Teatro.

Negli ex locali di una palazzina settecentesca, Casa Pandolfo, a sua volta costruita sui resti della scena del teatro, sono esposti in tre ambienti i frammenti decorativi recuperati nelle campagne di scavo, che si succedono dal 1997 al 2007, per lo sgombero delle strutture originali dagli edifici sorti nei secoli su di esse. Qui un primo allestimento è dedicato ai fregi di maggior rilievo recuperati ed esposti momentaneamente, con l'apertura parziale del Teatro, in attesa dell'apertura totale del monumento.
Al di sotto del piano pavimentale degli ambienti si rinvennero i resti di una struttura medioevale, di cui rimangono visibili tracce del pavimento a mattonelle esagonali, una parete in senso est-ovest e lo stipite delle porte.

### Collezione
Tra i reperti diversi capitelli di II e III secolo, frammenti decorativi di edifici medioevali e barocchi, trabeazioni e colonne, incisioni lapidee e bassorilievi figurati, nonché frammenti statuari (notevoli una testa muliebre ed un piede con calzare). Tra tutti rimane di elevato interesse un guanciale di poltrona marmorea configurato a delfino. Di quest'ultimo esemplare era possibile seguirne le varie fasi di restauro avvenute sotto la direzione dell'allora sovrintendente Maria Grazia Branciforti.
Tra gli altri esemplari, tra cui teste marmoree di figure muliebri e di fanciulli, spicca una Leda col Cigno, copia Romana di un originale Greco attribuito a Timoteo (360 a.C.).

## Casa Liberti

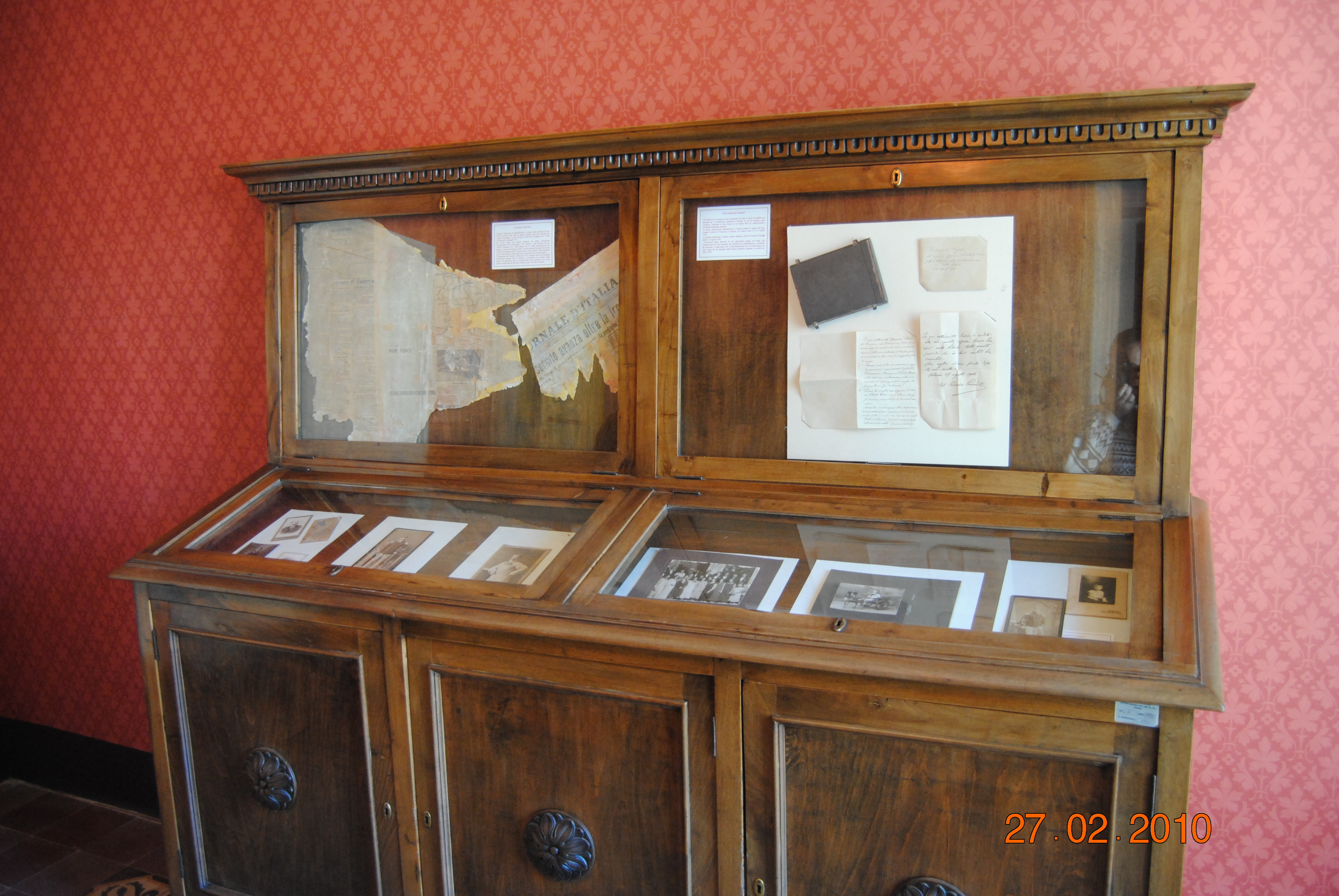
Casa Liberti: scranno con documenti dell'ex proprietario (anni 1910).

La Casa Libérti, donata alla memoria e alla custodia civica dal precedente proprietario cui deve il nome, occupa una porzione a nord della summa cavea ed è, insieme alla Casa del Terremoto, l'unico edificio risparmiato dall'opera di sbancamento e di liberazione del teatro avvenuta a iniziare dalla metà del XX secolo. Vi si accede mediante una pittoresca scalinata del XIX secolo attraverso un cortile comune con l'area espositiva denominata Casa dell'Androne e con una parte del teatro in cui vennero ricavate abitazioni del XVI secolo di cui rimangono due eleganti portali rinascimentali.

### Collezione
La Casa Libérti ospita i rinvenimenti effettuati dal 1980 al 2008, recuperati nell'area occupata dal Teatro e negli scavi effettuati nelle vicinanze, e si sviluppa su sei ambienti, organizzati secondo un criterio cronologico che abbraccia un arco temporale dalla Preistoria (asce e accette mesolitiche, facies di Malpasso e di Castelluccio) all'età tardoantica (ambiente I), dall'epoca bizantina al Basso Medioevo (ambiente II), fino al XVIII (ambiente III) e al XIX secolo (ambiente V). L'ambiente IV ospita l'eccezionale rinvenimento del corredo proveniente dalla Casa del Terremoto, costituito da ceramiche di metà e fine del XVII secolo (in prevalenza piatti in maiolica), i piatti di un bilancino in bronzo e un'anfora medioevale. Infine l'ambiente VI conserva la cucina a legna di Casa Liberti, un antico lavatoio e vari elementi di interesse prettamente antropologico relativo alla vita domestica a cavallo tra Ottocento e Novecento.